# 斑鰭鋸齧脂鯉
斑鰭鋸齧脂鯉，為輻鰭魚綱脂鯉目脂鯉亞目锯脂鲤科的其中一個種。分布於南美洲奧里諾科河的Atabapo河流域，本魚體橢圓，體色為銀色，體側佈有許多黑色圓點，各鰭為橘色，背鰭軟條15-16枚，臀鰭軟條29-31枚，體長可達24.8公分，棲息在底中層水域，生活習性不明。

## 扩展阅读
維基物種上的相關：斑鰭鋸齧脂鯉